# Margarete von Navarra (Sizilien)
Margarete von Navarra (italienisch: Margherita di Navarra; * 1128; † 31. Juli 1183 in Palermo) war als Gattin von Wilhelm I. von 1154–66 Königin von Sizilien sowie von 1166 bis 1171 anstelle ihres minderjährigen Sohns Wilhelm II. die Regentin Siziliens.

## Leben

### Abstammung; Jugend; Königin
Margarete war das dritte Kind und die zweite Tochter des Königs García IV. von Navarra und seiner ersten Gattin Marguerite de l’Aigle, einer Tochter des normannischen Adligen Gilbert de l’Aigle und dessen Gemahlin Juliette du Perche. 1146 schloss Garcia IV. mit Roger II., dem Herrscher des normannischen Königreichs Sizilien, einen Vertrag zur Verheiratung Margaretes mit Rogers Sohn Wilhelm, damals Fürst von Capua. Vor 1151 fand die Hochzeit des Paars statt. Als Roger II. am 26. Februar 1154 in Palermo starb, folgte ihm sein Sohn als Wilhelm I. auf den Thron und Margarete wurde an der Seite ihres Gatten Königin von Sizilien.
Aus Margaretes Ehe mit Wilhelm I. gingen vier Söhne hervor:
- Roger (* 1152; † 11. März 1161), wohl seit 1154 Herzog von Apulien
- Robert (* 1153; † 1159/60), seit 1157 oder 1158 Fürst von Capua
- Wilhelm (* Dezember 1153; † 18. November 1189), ab 1166 König von Sizilien
- Heinrich (* um 1158; † 16. Juni 1172), Fürst von Capua

Die ehrgeizige Margarete ist eine der wenigen Königinnen des normannischen Siziliens, die anscheinend eine bedeutendere politische Rolle spielte. Begünstigt wurde dies durch die Trägheit ihres Gatten, der sich lieber einem luxuriösen Leben in seinem Palast hingab und bei politischen Entscheidungen zögerte. Öfters trieb sie ihn an, entschlossen zu handeln, wenn er lieber passiv bleiben wollte. Margarete förderte den Kanzler Maio von Bari, der aber immer stärker in die Schusslinie sizilianischer Provinzadliger geriet. Maios Gegner behaupteten, er wollte mit Margaretes Hilfe den Platz des Königs einnehmen. Schließlich wurde Maio am 10. November 1160 durch adlige Verschwörer unter der Führung von Matteo Bonello, Herr von Caccamo, in Palermo ermordet. Margarete bewog ihren Gatten, Rache an Maios Mördern zu nehmen. Aufgrund von Bonellos Popularität musste Wilhelm I. ihm aber zunächst verzeihen. Die mit Maio sympathisierenden Palasteunuchen versuchten Wilhelms Hass gegen Bonello durch die Behauptung zu schüren, dass Bonello aufgrund der Gunst des Volkes und Adels eine sehr mächtige Stellung erlangt habe. Im März 1161 plante Bonello im Verbund mit zahlreichen Magnaten ein Komplott zum Sturz Wilhelms I. Die Verschwörer drangen in den Königspalast von Palermo ein, nahmen den König gefangen, stellten auch Margarete unter strenge Bewachung und riefen ihren ältesten Sohn Roger zum neuen König aus. Während der folgenden Unruhen kam Roger zu Tode und die Konspiration schlug fehl.

### Regentschaft
Nach dem Tod von Wilhelm I. (7. Mai 1166) wurde sein noch minderjährige Sohn Wilhelm Nachfolger und Margarete übernahm stellvertretend die Regentschaft. Die von Wilhelm I. vor seinem Ableben als Ratgeber der Regentin bestimmten Familiaren, nämlich den Elekten Richard Palmer von Syrakus und den magister notarius Matheus von Salerno, unterstellte Margarete zunächst dem von ihr präferierten Kaid Petrus, einem vom Islam zum Christentum konvertierten Eunuchen. Sie konnte Richard Palmer nicht leiden, da er während der Regierung ihres Gatten stets ihre Gesuche arrogant abgelehnt hatte, doch musste sie sich mit ihm arrangieren. Überhaupt sah sie sich während ihrer fünfjährigen Regentschaft einer herausfordernden Situation gegenüber; so musste sie gegen die Autonomiebestrebungen von Feudalherren ankämpfen, welche die königliche Zentralgewalt unterminieren wollten. Außerdem war ihre spanische Herkunft ein Hindernis, da sie als Ausländerin angesehen wurde.
Laut dem zeitgenössischen Chronisten und Prälaten Romuald von Salerno suchte Margarete die Gunst ihrer Untertanen mit bedeutenden Zugeständnissen wie der Freilassung von Gefangenen, denen sie ihre Güter zurückgab, zu gewinnen. Auch erhielten viele von Wilhelm I. verbannte Adlige wie Tankred von Lecce die Erlaubnis zur Rückkehr ins Reich und wurden in der Regel in ihre früheren Besitzungen restituiert. Sie schaffte ferner die hohen Tribute ab, die Wilhelm I. über rebellische apulische Städte verhängt hatte. Den Kirchen machte sie großzügige Schenkungen.
Der Tod Wilhelms I. zog die Ankunft mehrerer ehrgeiziger Verwandter Margaretes nach sich, die aus Frankreich und Spanien nach Sizilien gerufen wurden, um ein Gegengewicht zum dortigen Adel zu schaffen. So kam Margaretes Vetter Graf Gilbert de Gravina im Sommer 1166 nach Sizilien, der mehr Einfluss zu gewinnen suchte als die Regentin ihm einzuräumen bereit war. Ihm war – wie vielen anderen Adligen – der große Einfluss des Kaid Petrus ein Dorn im Auge, und schließlich floh Letzterer nach Tunis. Margarete verteidigte den geflohenen Kaid gegen den Vorwurf, er habe einen Teil des Königsschatzes entwendet. Sie entfernte Gilbert vom Hof, indem sie ihn zum Capitaneus von Apulien und Capua ernannte und nach Apulien schickte, um dort als Oberbefehlshaber der königlichen Armee Abwehrmaßnahmen gegen die drohende Invasion von Kaiser Friedrich I. Barbarossa in Italien zu ergreifen. Margarete hatte auch ihren Onkel Rotrou von Warwick, Erzbischof von Rouen, um die Entsendung eines ihrer französischen Verwandten gebeten, um ihr bei der Regierungsarbeit zu helfen. Rotrou schickte Stephan von Perche, der sich eigentlich auf den Weg zum Kreuzzug befand und nun mit einer Gruppe französischer Ritter nach Sizilien kam. Die Regentin ernannte ihn im November 1166 zum Kanzler und ließ ihn bald danach zum Erzbischof von Palermo wählen. Vor September 1166 kam ferner Margaretes Bruder Rodrigo nach Palermo, den der zeitgenössische süditalienische Geschichtsschreiber Hugo Falcandus sehr negativ charakterisiert und als unehelichen Sohn von Margaretes Mutter Marguerite de l’Aigle darstellt. Er soll das Geld am Königshof von Palermo verschwendet und sich ungebührlich betragen haben. Margarete übertrug ihm zwar die Grafschaft Montescaglioso, gab aber seinen Mitregierungsansprüchen nicht statt. Sie überredete ihn, seinen Namen Rodrigo in den in Sizilien geläufigeren Namen Heinrich zu ändern und befahl ihm, sich in seine Grafschaft Montescaglioso zu begeben.
Margarete unterhielt stets enge Beziehungen mit den Normannen in Frankreich und England. Der französische Dichter und Diplomat Petrus von Blois, der ebenso wie sein jüngerer Bruder Wilhelm im Gefolge Stephans von Perche nach Sizilien gekommen war, wurde 1167 zum Lehrer des jungen Königs Wilhelm II. ernannt und versah diese Funktion ein Jahr lang. Der im Exil in Frankreich lebende Thomas Becket, Erzbischof von Canterbury, dankte Margarete brieflich dafür, dass sie seinen aus England geflohenen Verwandten und Freunden Zuflucht in Sizilien gewährt hatte. In diesem Brief führte er weiter aus, dass er Margarete zwar nicht persönlich kenne, aber von ihren Tugenden gehört habe und sie schätze. Nach der Heiligsprechung des 1170 ermordeten Erzbischofs schenkte Reginald fitz Jocelin, Bischof von Bath, Margarete einen heute im Metropolitan Museum of Art in New York aufbewahrten Goldanhänger, der Reliquien von Beckets Blut und Kleidern enthielt und ein Bildnis von Margarete trägt.
Der sizilianische Adel, der sich seit dem Beginn der Regentschaft Margaretes von den wichtigsten Regierungsämtern ausgeschlossen sah, war über die Bevorzugung französischer und navarresischer Ritter empört. So riefen die Stephan von Perche verliehenen hohen Ämter und die damit einhergehende Machtfülle ihren Neid hervor. Stephan machte sich bei vielen Aristokraten u. a. auch wegen seines rigiden Vorgehens gegen die bei Hof und in der Hofkanzlei herrschende Korruption und gegen Missbräuche von Beamten unbeliebt, weshalb er etwa mit Matheus von Salerno in Konflikt geriet. Dagegen brachten ihm diese Aktionen bei der einfachen Bevölkerung große Sympathien ein. Die Stephan feindlich gesinnten Magnaten verbreiteten das Gerücht, dass er mit Margarete ein heimliches Liebesverhältnis unterhalte. Im Dezember 1167 wurde der Hof nach Messina verlegt, wohin sich damals Margarete, Wilhelm II. und Stephan von Perche begaben. Auch dort musste Stephan Anfeindungen des Adels erleben. Es kam gegen ihn zu einer Verschwörung, an der u. a. Margaretes Bruder Heinrich, Graf von Montescaglioso, beteiligt war. Dieses Komplott wurde jedoch vereitelt. Im März 1168 kehrten Margarete, ihr Sohn und Stephan nach Palermo zurück. Ein von Messina ausgehender Aufstand zwang indessen Stephan, Sizilien im Sommer 1168 zu verlassen.
Nach der Vertreibung Stephans von Perche und dessen Abreise ins Heilige Land wurde ein Regentschaftsrat aus zehn Familiaren gebildet, zu denen neben den bisherigen Räten Richard Palmer und Matheus von Salerno der Erzbischof Romuald von Salerno, die Bischöfe Gentile von Agrigent und Johannes von Malta, der Dekan Walter von Agrigent, drei Repräsentanten des Adels, unter ihnen Heinrich von Montescaglioso, und der Kaid Richard als Vertreter der arabischen Funktionäre gehörten. Margarete blieb zwar formal Regentin, die tatsächliche Macht lag nun aber in den Händen der königlichen Räte. Sie konnte auch nicht verhindern, dass die Räte Gilbert, Graf von Gravina, aus Sizilien vertrieben. Der Dekan Walter von Agrigent, der Erzieher des jungen Königs, konnte bald die Führung im Rat erreichen. Dessen Wahl und Weihe zum Erzbischof von Palermo versuchte Margarete durch Bestechung des Papstes Alexander III. zu hintertreiben, allerdings ohne Erfolg. Letztmals wird sie im Dezember 1171 in den Urkunden Wilhelms II. als Regentin genannt.

### Die letzten Jahre

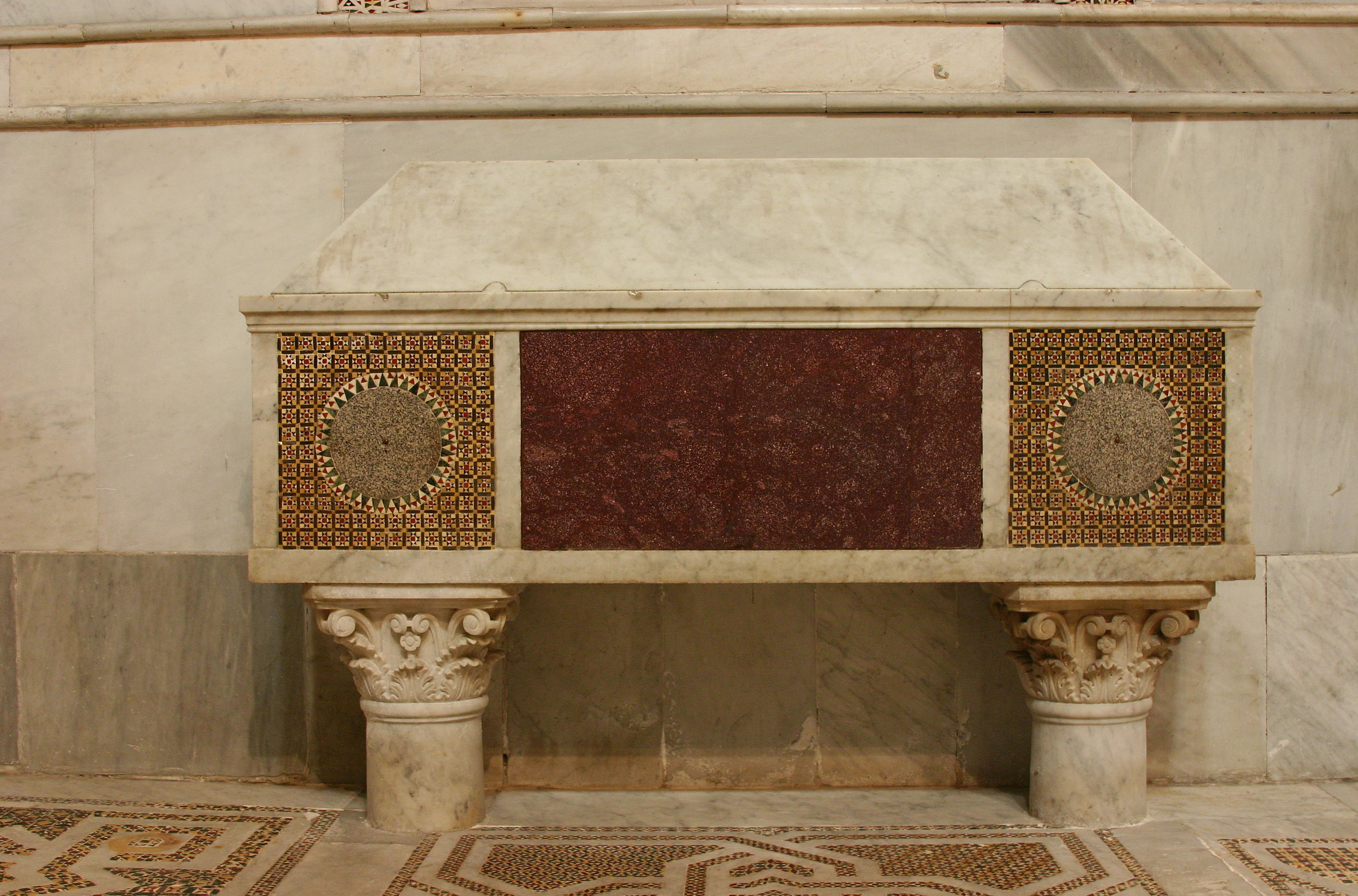
Grab der Margarete von Navarra in der Kathedrale von Monreale.

Von 1171 an verbrachte Margarete die letzten Jahre ihres Lebens in einem Schloss in der Nähe von Bronte und Maniace. Ab 1172 ließ sie hier die Benediktinerabtei Santa Maria di Maniace erbauen und stiftete ihr große Ländereien. 1177 förderte sie wie ihr Sohn auch die Zisterzienser von S. Maria di Novara. Santo Spirito in Palermo, die von Erzbischof Walter gegründete Zisterzienserabtei, ist von ihr ebenfalls mit einer Schenkung bedacht worden. Sie starb am 31. Juli 1183 in Palermo. Beerdigt wurde sie in der Kathedrale von Monreale.